# 1895 en Colombie-Britannique
Chronologie de la Colombie-Britannique
- 1891
- 1892
- 1893
- 1894
- 1895
- 1896
- 1897
- 1898
- 1899

Cette page concerne des événements qui se sont produits durant l'année 1895 dans la province canadienne de Colombie-Britannique.

## Politique

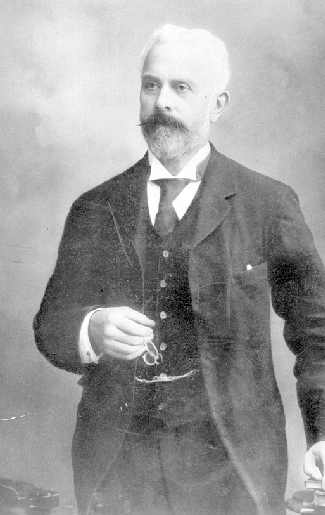
John Herbert Turner

- Premier ministre : Theodore Davie puis John Herbert Turner.
- Chef de l'Opposition :
- Lieutenant-gouverneur : Edgar Dewdney
- Législature :

## Événements
- 4 mars : John Herbert Turner devient premier ministre de la Colombie-Britannique.

## Décès
- 4 avril : Malcolm Alexander MacLean, premier maire de Vancouver.